# Aeroport de Sidi Ifni
L'aeroport de Sidi Ifni (àrab: مطار سيدي إيفني, maṭār Sīdī Īfnī) (codi IATA: SII, codi OACI: GMMF) és un aeroport que serveix la ciutat de Sidi Ifni, situada a la regió de Guelmim-Oued Noun al Marroc. L'aerolínia marroquina Casa Air Service vola de Sidi Ifni a l'aeroport d'Anfa-Casablanca, aeroport de Rabat-Sale i a l'aeroport de Tànger-Ibn Battuta dos cops a la setmana.

## Destins
- Casa Air Service (Casablanca-Anfa, Rabat, Tànger)

## Facilitats
L'aeroport es troba en una elevació de 190 peus (58 m) per sobre de nivell mitjà del mar. Té una pista d'aterratge de 1,000 metres (3,281 ft) de llarga.